# Эстелек-Данешвер
Эстелек-Данешвер (перс. اصطلک دانشور‎) — село на севере Ирана, в остане Тегеран. Входит в состав шахрестана Пардис. Является частью дехестана (сельского округа) Гольхендан бахша Бумехен.

## География
Село находится в центральной части остана, на расстоянии приблизительно 2 километров (по прямой) к югу от города Пардис, административного центра шахрестана. Абсолютная высота — 1721 метр над уровнем моря.

## Население
По данным переписи 2006 года население села составляло 114 человек (95 мужчин и 19 женщин). В Эстелек-Данешвере насчитывалось 45 домохозяйств. Уровень грамотности населения составлял 84,2 %. Уровень грамотности среди мужчин составлял 88,4 %, среди женщин — 63,2 %.